# クールスキー駅
クールスキー駅（クールスキーえき、ロシア語: Курский вокзал）は、モスクワにおける9つのターミナル駅の1つであり、クルスクへ向かう路線の発着駅である。

## 主な発着列車
- 2016年現在

| 列車番号                  | 運行区間                                  | 列車番号                  | 運行区間                                  |
| ------------------------- | ----------------------------------------- | ------------------------- | ----------------------------------------- |
| 1                         | モスクワ — ベルゴロド                     | 2                         | ベルゴロド — モスクワ                     |
| 5                         | モスクワ — ベルゴロド                     | 6                         | ベルゴロド — モスクワ                     |
| 19 (ニコライ・コナレフ号) | モスクワ — ハルキウ                       | 20 (ニコライ・コナレフ号) | ハルキウ — モスクワ                       |
| 49                        | サンクトペテルブルク — キスロヴォツク     | 49                        | キスロヴォツク — サンクトペテルブルク     |
| 55                        | モスクワ — バクー                         | 55                        | バクー — モスクワ                         |
| 57 (プリオスコリエ号)     | モスクワ — スタールイ・オスコル           | 57 (プリオスコリエ号)     | スタールイ・オスコル — モスクワ           |
| 59 (ヴォルガ号)           | サンクトペテルブルク — ニジニ・ノヴゴロド | 59 (ヴォルガ号)           | ニジニ・ノヴゴロド — サンクトペテルブルク |
| 71 (ベロゴリエ号)         | モスクワ — ベルゴロド                     | 72 (ベロゴリエ号)         | ベルゴロド — モスクワ                     |
| 73                        | モスクワ — クルィヴィーイ・リーフ         | 74                        | クルィヴィーイ・リーフ — モスクワ         |
| 79                        | サンクトペテルブルク — ヴォルゴグラード   | 79                        | ヴォルゴグラード — サンクトペテルブルク   |
| 81                        | サンクトペテルブルク — ベルゴロド         | 82                        | ベルゴロド — サンクトペテルブルク         |
| 83                        | モスクワ — アドレル (ソチ)                | 84                        | アドレル (ソチ) — モスクワ                |
| 101                       | モスクワ — クルスク                       | 102                       | クルスク — モスクワ                       |
| 105                       | モスクワ — クルスク                       | 106                       | クルスク — モスクワ                       |
| 106                       | モスクワ — ドニプロ                       | 106                       | ドニプロ — モスクワ                       |
| 107 (サマーラ号)          | サンクトペテルブルク — ウファ             | 107 (サマーラ号)          | ウファ — サンクトペテルブルク             |
| 111                       | サンクトペテルブルク — ヴォロネジ         | 111                       | ヴォロネジ — サンクトペテルブルク         |
| 115                       | サンクトペテルブルク — アドレル (ソチ)    | 116                       | アドレル (ソチ) — サンクトペテルブルク    |
| 119                       | サンクトペテルブルク — ベルゴロド         | 120                       | ベルゴロド — サンクトペテルブルク         |
| 121                       | サンクトペテルブルク — ウラジカフカス     | 121                       | ウラジカフカス — サンクトペテルブルク     |
| 131                       | サンクトペテルブルク — イジェフスク       | 132                       | イジェフスク — サンクトペテルブルク       |
| 141                       | モスクワ — リゴフ                         | 142                       | リゴフ — モスクワ                         |
| 145                       | サンクトペテルブルク — チェリャビンスク   | 146                       | チェリャビンスク — サンクトペテルブルク   |
| 397                       | サンクトペテルブルク — マハチカラ         | 397                       | マハチカラ — サンクトペテルブルク         |
| 701 (ストリジュ号)        | ニジニ・ノヴゴロド — モスクワ             | 702 (ストリジュ号)        | モスクワ — ニジニ・ノヴゴロド             |
| 703 (ストリジュ号)        | ニジニ・ノヴゴロド — モスクワ             | 704 (ストリジュ号)        | モスクワ — ニジニ・ノヴゴロド             |
| 705 (ストリジュ号)        | ニジニ・ノヴゴロド — モスクワ             | 706 (ストリジュ号)        | モスクワ — ニジニ・ノヴゴロド             |
| 707 (ストリジュ号)        | ニジニ・ノヴゴロド — モスクワ             | 708 (ストリジュ号)        | モスクワ — ニジニ・ノヴゴロド             |
| 709 (ストリジュ号)        | ニジニ・ノヴゴロド — モスクワ             | 710 (ストリジュ号)        | モスクワ — ニジニ・ノヴゴロド             |
| 711 (ストリジュ号)        | ニジニ・ノヴゴロド — モスクワ             | 712 (ストリジュ号)        | モスクワ — ニジニ・ノヴゴロド             |
| 713 (ストリジュ号)        | ニジニ・ノヴゴロド — モスクワ             | 714 (ストリジュ号)        | モスクワ — ニジニ・ノヴゴロド             |
| 715                       | モスクワ — ベルゴロド                     | 716                       | ベルゴロド — モスクワ                     |
| 723 (ラースタチカ)        | モスクワ — オリョール                     | 736 (ラースタチカ)        | オリョール — モスクワ                     |
| 727 (ラースタチカ)        | ニジニ・ノヴゴロド — モスクワ             | 728 (ラースタチカ)        | モスクワ — ニジニ・ノヴゴロド             |
| 729 (ラースタチカ)        | ニジニ・ノヴゴロド — モスクワ             | 730 (ラースタチカ)        | モスクワ — ニジニ・ノヴゴロド             |

## 高速鉄道
2021年に開業が予定されているモスクワ・カザン高速鉄道は当駅が発着駅になる予定である。

## 脚註
1. ↑  Первым участком ВСМ до Казани может стать Нижний Новгород — Чебоксары